# Allokepon tiariniae
Allokepon tiariniae är en kräftdjursart som först beskrevs av Sueo M. Shiino 1937.  Allokepon tiariniae ingår i släktet Allokepon och familjen Bopyridae. Inga underarter finns listade i Catalogue of Life.